# WSOC-TV
WSOC-TV, no canal digital 34 (virtual 9), é a afiliada da rede de televisão ABC em Charlotte, Carolina do Norte, nos Estados Unidos.